# 루나 (신화)

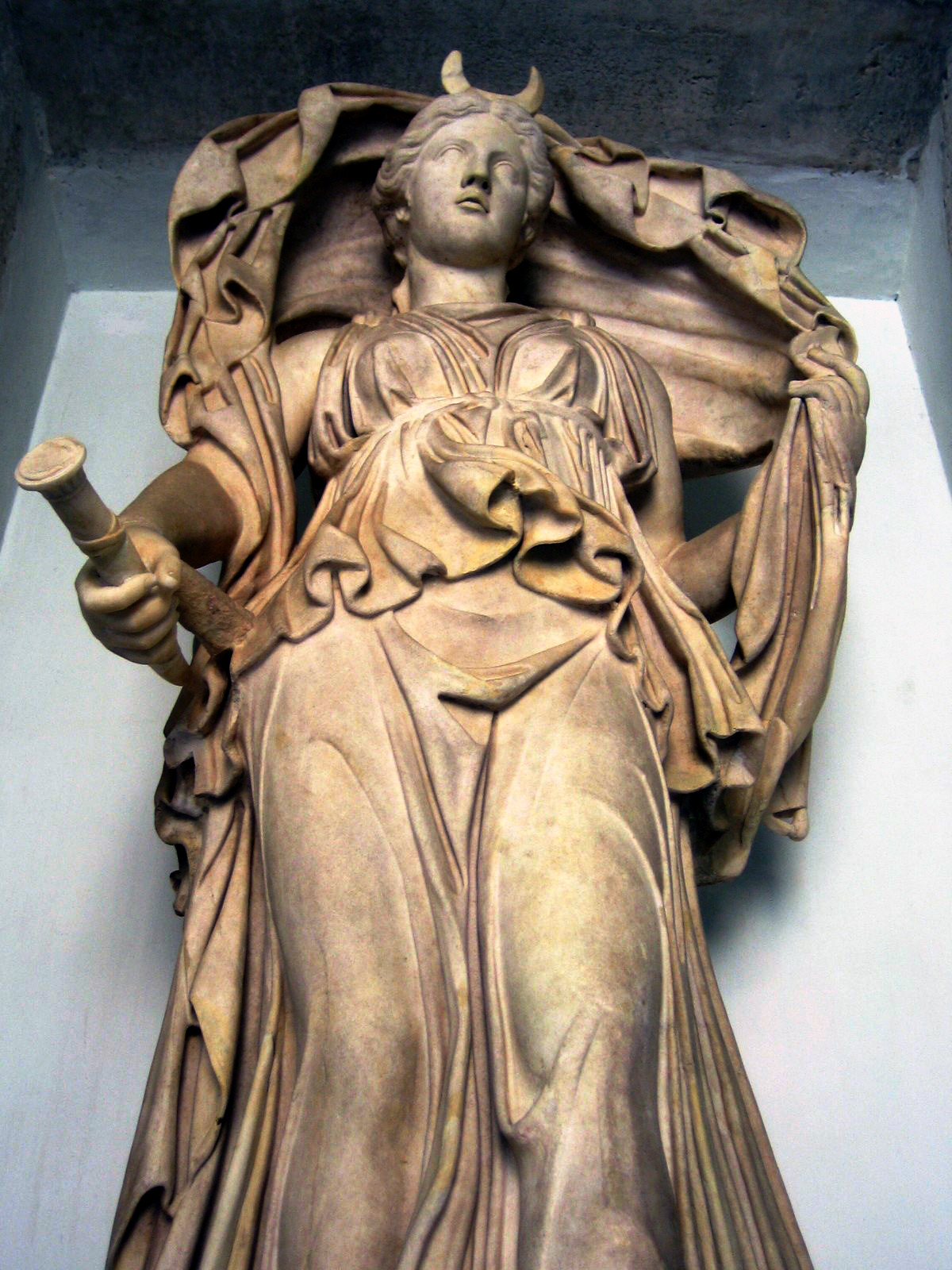
루나 동상

루나(Lūna)는 로마 신화에 등장하는 달의 여신이다. 태양의 신인 솔과 연관지어 숭배를 받았다. 그리스 신화의 셀레네와 동일시된다.

## 같이 보기
- 로마 신 목록